# 20th Fighter Squadron
Die 20th Fighter Squadron ist eine inaktive Staffel der United States Air Force (USAF). Zuletzt war sie Teil der 49th Fighter Wing am Standort Holloman Air Force Base, New Mexico. Ihr Auftrag war die Ausbildung von Piloten und Waffensystemoffizieren (WSO) der deutschen Luftwaffe auf dem Waffensystem Phantom in der Jagd- und Jagdbomberrolle. Nach Beendigung des Ausbildungsauftrages wurde die Staffel am 20. Dezember 2004 außer Dienst gestellt.

## Geschichte

### Zweiter Weltkrieg

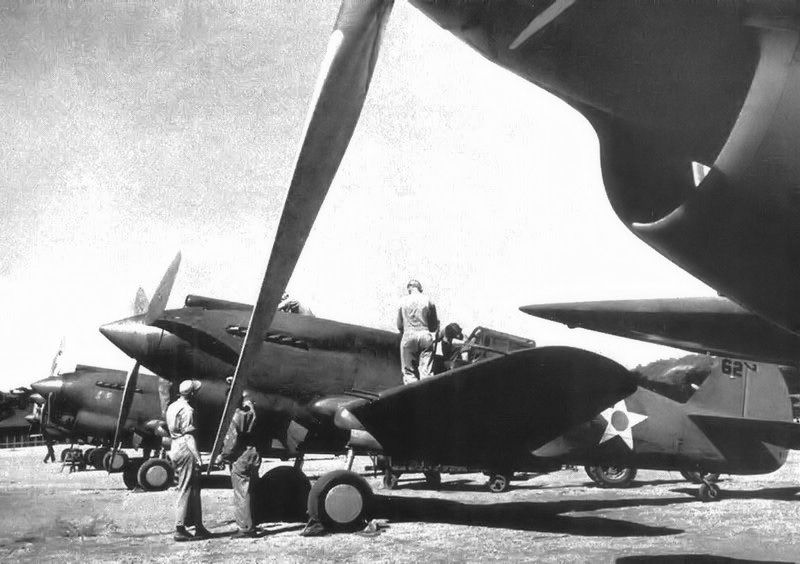
20th Pursuit Squadron
Curtiss P-40B Warhawks
Clark Field, Luzon, 1941

Die 20. Staffel wurde am 22. Dezember 1939 als 20th Pursuit Squadron (Jagdstaffel) aufgestellt und am 1. Februar 1940 auf dem Flugfeld Hamilton Field in Kalifornien in Dienst gestellt. Mitte November 1940 wurde die Staffel auf das Nichols Field auf der Insel Luzon (Philippinen) verlegt. Innerhalb kurzer Zeit flog die Staffel auf verschiedenen Flugzeugmustern: P-36, P-26 und P-35.
Nach einer Umgruppierung der auf den Philippinen stationierten Kräfte der US-Luftwaffe war die 20. Jagdstaffel ab Oktober 1941 Teil der 24th Pursuit Group und erhielt das Einsatzmuster Curtiss P-40.
Am Mittag des 8. Dezember 1941, einen Tag nach dem Überfall der Japaner auf Pearl Harbor, wurde die Staffel von einem Angriff japanischer Bomber überrascht, während sie am Boden auf ihre Einsatzbefehle wartete. Nur drei Flugzeuge schafften es, rechtzeitig in die Luft zu kommen, der Rest wurde am Boden zerstört. Die überlebenden Piloten flogen danach weiter Kampfeinsätze bis zum 2. April 1942.
Das Bodenpersonal der Staffel wurde nach der Landung der Japaner auf den Philippinen ab dem 18. Januar bis zum 12. Februar 1942 im infanteristischen Bodenkampf auf Bataan eingesetzt. Danach verteidigten sie bei Mariveles das letzte noch einsatzbereite Flugfeld der Amerikaner. Am 9. April 1942 ergab sich der verbleibende Rest der Staffel den japanischen Invasoren.
Die Staffel wurde zwar weiter in den Akten als aktive Einheit geführt, war aber nach dem Fall der Philippinen nie wieder einsatzbereit und wurde am 2. April 1946 offiziell außer Dienst gestellt.

### F-4-Phantom-Ausbildung für die Deutsche Luftwaffe

#### 1972–1992: George Air Force Base

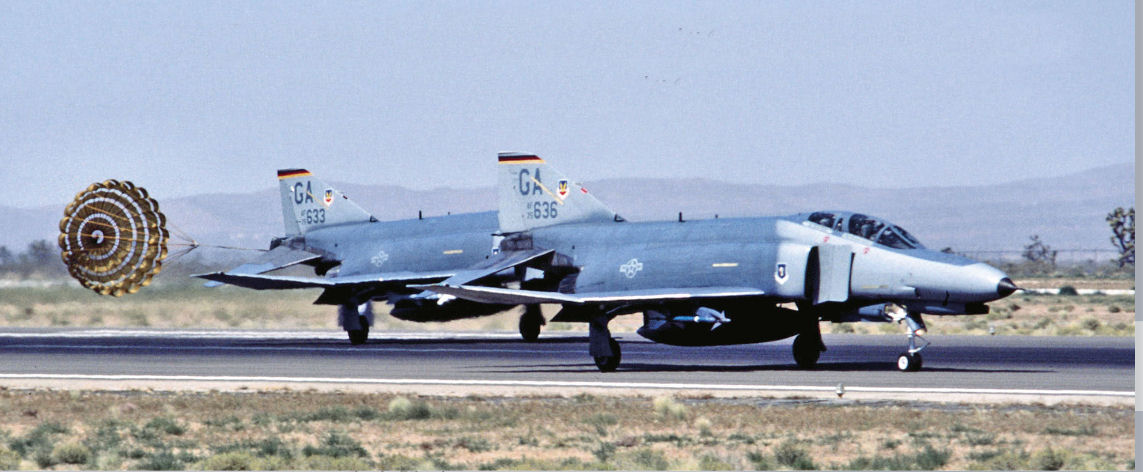
Phantoms der 20th Tactical Fighter Squadron nach der Landung in George AFB, CA

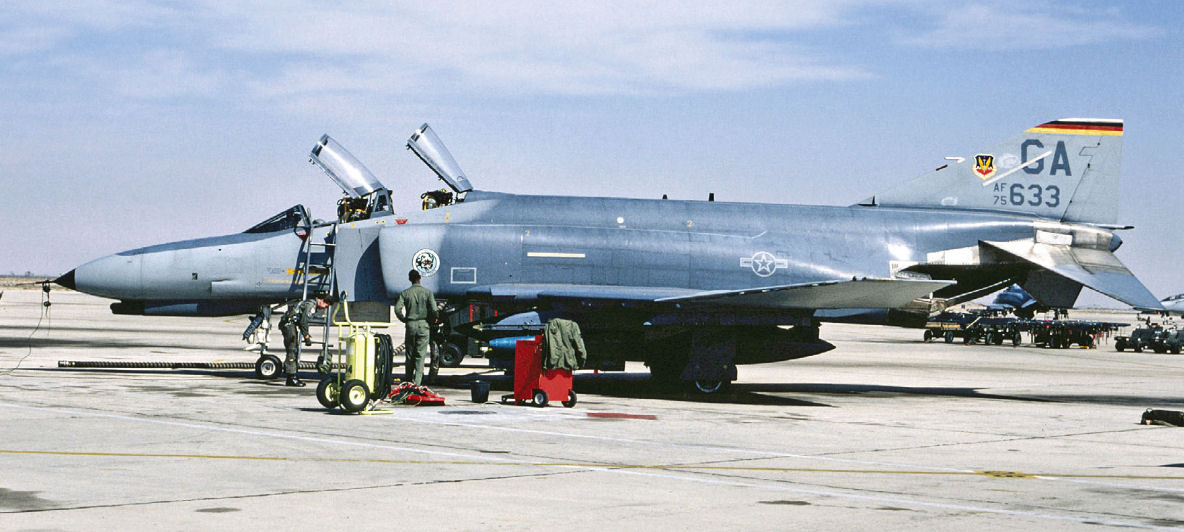
Eine F-4E der 20th Tactical Fighter Squadron wird für einen Luft-Boden-Einsatz vorbereitet (1991). Die Markierung „GA“ auf der Seitenflosse weist auf den Standort George AFB hin.

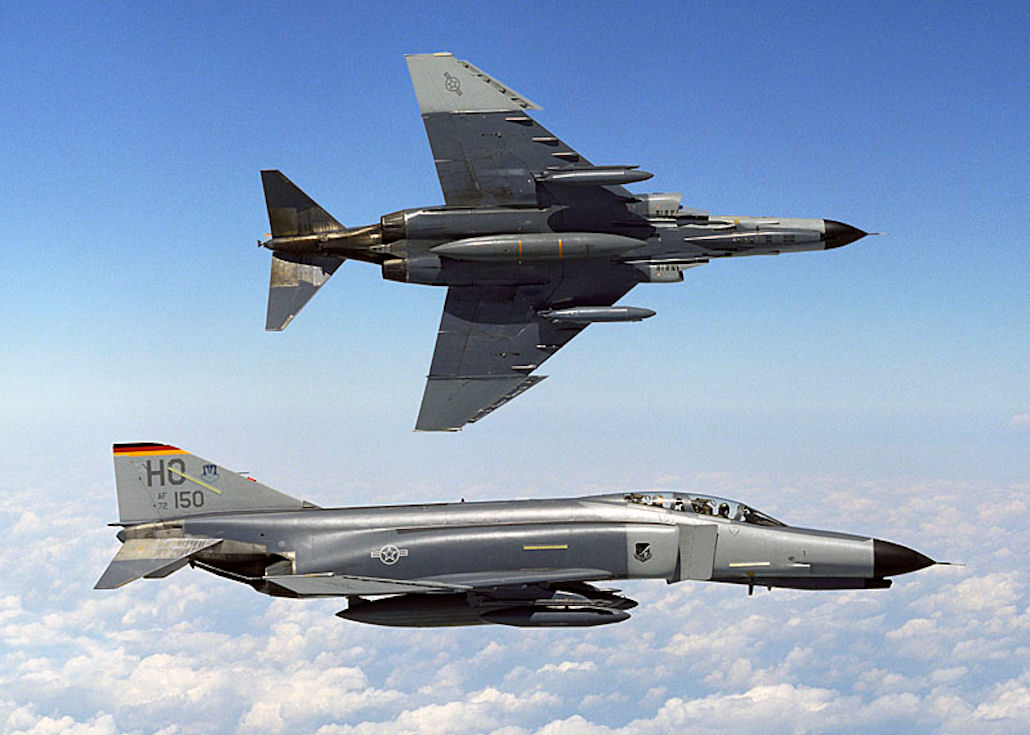
Luftwaffe F-4Fs der 20th Fighter Squadron am Himmel über der Holloman AFB

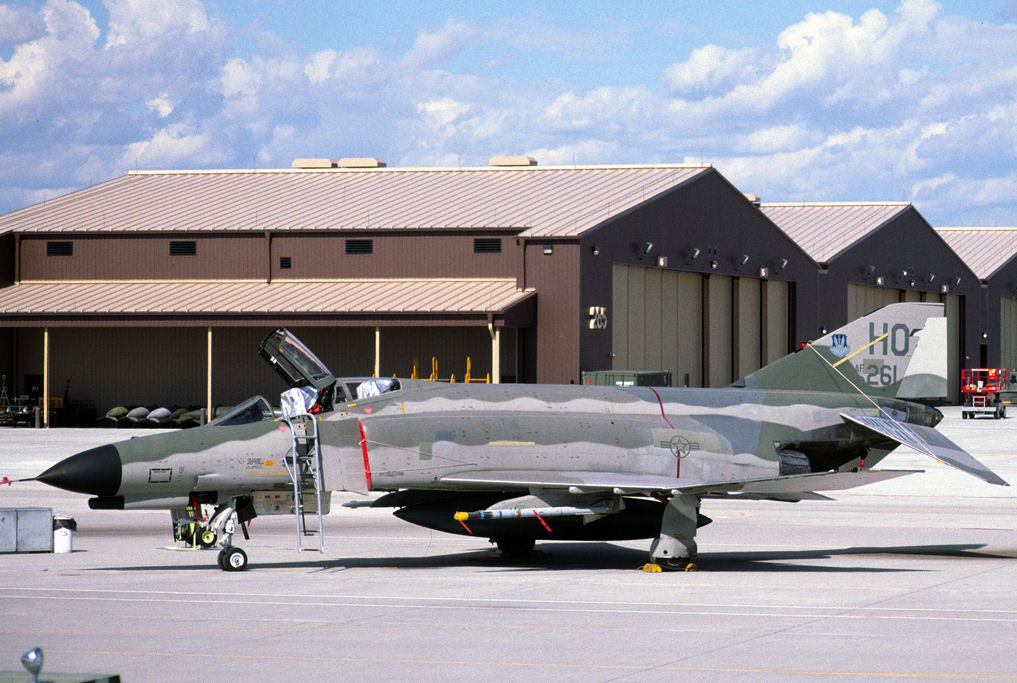
F-4F Phantom der 20th Fighter Squadron in Holloman AFB um 1992

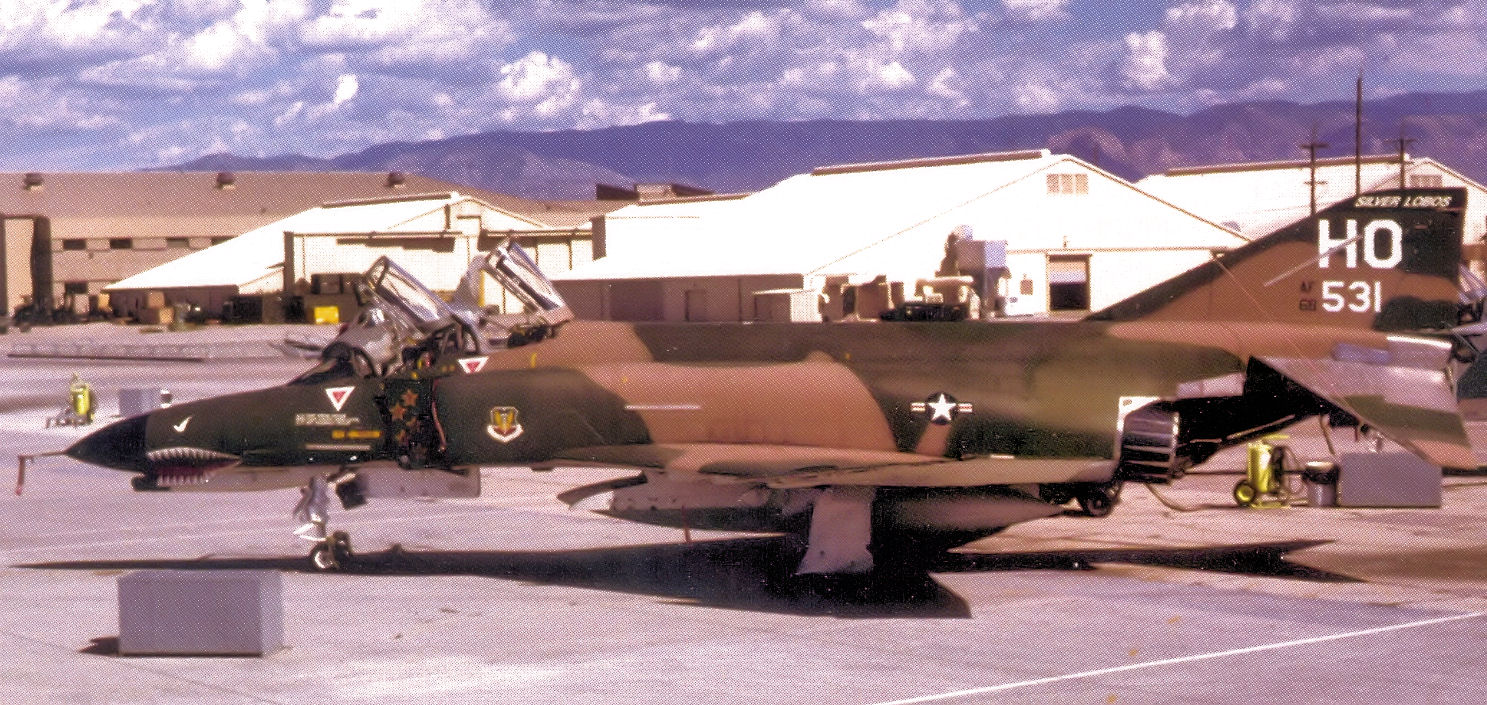
20th Tactical Fighter Training Squadron F-4E Phantom – Das Flugzeug wurde mit einem Südostasien-Tarnanstrich mit Haifischmaul und 5 MiG-Abschussmarkierungen versehen, um an das USAF-Jagdflieger-Ass Captain Steve Richie zu erinnern.

Am 23. März 1971 beschloss der Verteidigungsausschuss des deutschen Bundestages die Beschaffung von 175 Flugzeugen des Musters Phantom II als Nachfolger für einen Teil der F-104G-Starfighter-Flotte. Die von Deutschland bestellte F-4F war eine abgespeckte Version der von der USAF geflogenen F-4E. Mit dem Kauf verbunden war eine Foreign-Military-Sales-Vereinbarung über die Ausbildung deutscher Phantom-Besatzungen durch die US-Luftwaffe.
In Folge dieser Vereinbarung reaktivierte die USAF die 20. Staffel. Diese wurde am 1. Dezember 1972 als 20th Tactical Fighter Training Squadron (20th TFTS) in George Air Force Base (George AFB) in der Nähe von Victorville in Kalifornien wieder aufgestellt und der 35th Tactical Fighter Wing unterstellt. Die Luftwaffe wählte die USA als Standort für die Ausbildung, weil die Rahmenbedingungen, wie z. B. Wetter, Luftraumstruktur und Übungsplätze, dort viel besser waren als in Deutschland.
Koloziert im gleichen Gebäude mit der 20th TFTS war die 3. Deutsche Luftwaffenausbildungsstaffel USA (3. DtLwAusbStff USA) (englisch 3rd German Air Force Training Squadron – 3rd GAFTS). Diese war eine kleine Staffel. Sie war dem Deutschen Luftwaffenausbildungskommando USA/Kanada (DtLwAusbKdo USA/CAN) in Fort Bliss, Texas unterstellt. Die Lehrgangsteilnehmer der Luftwaffe wurden zur deutschen Staffel kommandiert oder versetzt, erhielten jedoch die komplette Ausbildung bei der amerikanischen Staffel. Die 3. DtLwAusbStff USA wurde 1984 in 1. Deutsche Luftwaffenausbildungsstaffel USA (1. DtLwAusbStff USA) umbenannt.
Die Ausbildung deutscher Besatzungen begann im Frühjahr 1973 mit der Umschulung der ersten deutschen Fluglehrer für die Phantom. Es folgten Umschulungslehrgänge für Staffelpiloten, primär von der F-104 G und WSO, die damals noch als Kampfbeobachter (KBO) bezeichnet wurden, aus den mit der RF-4E ausgestatteten Aufklärungsgeschwadern. Nachdem der Umschulungsbedarf der Luftwaffe gedeckt war, begann die normale Regenerationsausbildung junger Besatzungen.
Zunächst war die 20th TFTS mit F-4E der amerikanischen Luftwaffe ausgestattet. Nachdem die Produktion der F-4F angelaufen war, wurden die der USAF gehörenden F-4E durch zwölf F-4F der Luftwaffe ersetzt. Auf Grund amerikanischer Vorgaben erhielten diese jedoch einen Tarnanstrich der USAF, trugen amerikanische Hoheitsmarkierungen und eine Registrierung der US-Luftwaffe. Um Verluste an F-4F in Deutschland auszugleichen, wurden die in den USA stationierten Flugzeuge im Jahr 1978 nach Deutschland überführt und durch zehn F-4E ersetzt, die Deutschland für die Ausbildung in den USA anschaffte. Auch diese Flugzeuge wurden mit US-Hoheitsabzeichen und Kennungen von der 20th TFTS betrieben.
Am 5. Oktober 1989 wurde die 20th TFTS in 20th Tactical Fighter Squadron umbenannt. Der Auftrag „Ausbildung deutscher Phantom-Besatzungen“ blieb unverändert bestehen. Als klar wurde, dass die George AFB im Zuge der amerikanischen „Base Realignment and Closure“-Planungen (BRAC) (auf Deutsch: Neuausrichtung und Schließungen von Basen) schließen würde, musste ein neuer Standort für die deutsche F-4-Ausbildung in den USA gefunden werden. Mit Außerdienststellung der 35th Fighter Wing wurde auch die 20th TFS außer Dienst gestellt und die F-4-Ausbildung in George AFB am 5. Juni 1992 beendet. George AFB selbst wurde im Dezember 1992 geschlossen und der Standort von der USAF aufgegeben. Die F-4-Ausbildung für die Luftwaffe wurde nach Holloman AFB in New Mexico verlegt.

#### 1993–2004: Holloman Air Force Base
Nach Schließung von George AFB übernahm zunächst die 9th Fighter Squadron in Holloman AFB den Auftrag, die F-4-Ausbildung für die Luftwaffe durchzuführen. Diese Staffel flog zuvor die F-15A und wechselte nun auf die alte Phantom.
Der Flugzeugbestand betrug zum Zeitpunkt der Verlegung der Ausbildung von George AFB nach Holloman AFB 7 F-4F der Luftwaffe und 17 F-4E der UASF. Die 9th Fighter Squadron führte die F-4-Ausbildung von Luftwaffenbesatzungen nur ein Jahr lang durch, dann erhielt sie wieder einen Einsatzauftrag und wurde mit dem Waffensystem Lockheed F-117 Nighthawk ausgerüstet. Für die weitere Durchführung der Luftwaffen F-4-Ausbildung wurde am 1. Juli 1993 die 20th Fighter Squadron reaktiviert. Zu diesem Zeitpunkt verfügte die Staffel über F-4E und F-4F/ICE mit modernem Radar und verbesserter Avionik. 1997 wurden die Deutschland gehörenden F-4E nach Deutschland verlegt und dort letztlich ausgemustert und verschrottet.
Im Zuge der Einführung des Eurofighters in die deutsche Luftwaffe wurde die Regenerationsausbildung für F-4-Besatzungen stufenweise reduziert und letztlich ganz eingestellt. Im letzten Jahr des Betriebs bestand das fliegende Stammpersonal der 20th Fighter Squadron nur noch aus 13 Offizieren der USAF. Diese brachten Erfahrungen von den Flugzeugmustern F-15C, F-16 und F-4 in die Ausbildung ein.
Die Ausbildung wurde am 20. Dezember 2004 offiziell eingestellt und die 20th Fighter Squadron außer Dienst gestellt.
Die Flugzeuge wurden ab dem 18. November 2004 in mehreren Wellen an das Aerospace Maintenance and Regeneration Center in Arizona überführt. Die letzten 14 F-4s wurden in der zweiten Januarwoche 2005 dorthin verbracht.
Die 20th Fighter Squadron war die letzte Staffel der USAF mit aktivem bemannten Flugbetrieb der F-4 Phantom II. Danach wurde die Phantom in den USA nur noch als Zieldarstellungsdrohne unter der Bezeichnung QF-4 verwendet. Diese Ära endete im Jahr 2016.

## Lehrgänge
Die 20. Staffel führte die theoretische und praktische Ausbildung von Phantombesatzungen durch und verfügte dazu über alle erforderlichen Mittel. Sie stellte Lehrer, Lehrmaterial und Räumlichkeiten für die theoretische Ausbildung bereit, sie führte die Simulatorausbildung und den Flugbetrieb durch und verfügte dazu über das gesamte erforderliche Material vom Flugzeug über die Rettungsgeräte bis zum Kartenmaterial und den Checklisten.
Die deutsche Staffel war für die nationale Administration und die militärische Führung der Lehrgangsteilnehmer zuständig. Zudem beteiligten sich die Fluglehrer der deutschen Staffel am amerikanischen Ausbildungsbetrieb.
Von der 20. Staffel wurden zwei unterschiedliche Lehrgänge angeboten:
- ein Lehrgang zum Erwerb der Musterberechtigung F-4, der als Basic Course, kurz „B-Kurs“, bezeichnet wurde und
- ein Waffenlehrerlehrgang, englisch Fighter Weapons Instructor Course (FWIC)

### Basic Course
Nach der ersten Phase der Umschulungen waren die Teilnehmer an der Regenerationsausbildung, dem B-Kurs, junge Offiziere überwiegend im Dienstgrad Leutnant/Oberleutnant.
- Die Piloten kamen direkt nach der abgeschlossenen Jetpilotenausbildung beim EURO/NATO Joint Jet Pilot Training (ENJJPT) aus Sheppard AFB auf diesen Lehrgang.
- Lehrgangsvoraussetzung für Waffensystemoffiziere war der bestandene WSO-Grundlehrgang, der bis 1982 in Fürstenfeldbruck beim Jagdbombergeschwader 49[19] durchgeführt wurde, ab 1981 bei der USAF in Mather AFB[20][21] in der Nähe von Sacramento in Kalifornien, ab 1993 kurzzeitig in Randolph Air Force Base, Texas[22] und seit 1996 bei der US Navy in Pensacola, Florida.[23]

Der B-Kurs vermittelte die Grundlagen des Fliegens mit der Phantom bis zum ersten Alleinflug als Crew. Daran schloss sich eine taktische Grundschulung an, in der Grundlagen für Abfangeinsätze und Luftkampf sowie für Luft-Boden-Einsätze vermittelt wurden.
Nach Auflösung der 20. Fighter Squadron war unter anderem auf Grund der Verzögerungen im Zulauf des Eurofighters doch noch eine Regenerationsausbildung in geringem Umfang erforderlich. Diese erfolgte bis zum Jahr 2011 bei der Ausbildungsgruppe des letzten noch mit der F-4F ausgerüsteten Einsatzverbandes in Deutschland, dem Jagdgeschwader 71 „R“ in Wittmund.

### Fighter Weapons Instructor Course
Lehrgangsteilnehmer des FWIC waren erfahrene Luftfahrzeugführer und Waffensystemoffiziere aus den Einsatzverbänden, überwiegend im Dienstgrad Hauptmann. Diese verfügten in der Regel über eine Fluglehrberechtigung (FLB), bzw. eine Überprüfungs- und Lehrberechtigung(ÜLB) und wurden im FWIC zum Waffenlehrer ausgebildet.
Für das Waffensystem Phantom war der FWIC der Vorläufer für die heutige Ausbildung an der Waffenschule der Luftwaffe.